# Chenut
Chenut (auch: Khenut) war eine der beiden Gemahlinnen des altägyptischen Königs Unas. Sie lebte in der 5. Dynastie um 2380 v. Chr. und hatte eine große Mastaba neben der Pyramide ihres Gemahls in Sakkara. Die Mastaba wurde von Peter Munro ausgegraben und publiziert.